# Туркменфільм
Об'єднання «Турменфільм» імені Огузхан (туркм. Oguzhan adyndaky «Türkmenfilm» birlişlrgi) — туркменська кіностудія художніх, анімаційних і документальних фільмів.
Створена у 1926 році в місті Полторацький. Спочатку мала статус кінофабрики, пізніше стала кіностудією. У 1938 році була перейменована у «Ашгабадську кіностудію». Від 1958 року — «Туркменфільм».
У 1948 році в результаті землетрусу будівлю «Туркменфільм» звалилося. За кілька років воно було відновлено.
У 2007 році указом президента Туркменії об'єднання «Туркментелекінофільм» було виведено зі складу Генеральної дирекції Туркменського телебачення кіностудії, йому присвоєно ім'я легендарного прабатька туркменів Огузхан.

## Фільмографія
- 1963 — «Змагання»
- 1965 — «Вирішальний крок»
- 1965 — «Півень»
- 1966 — «Втамування спраги»
- 1968 — «Рабиня»
- 1972 — «Мій друг — Мелекуш»
- 1972 — «Невістка»
- 1983 — «Короткі рукава»
- 1984 — «Фрагі — розлучений зі щастям»
- 1984 — «Таємниця Зеленого острова»
- 1990 — «Манкурт»
- 1991 — «Халіма»